# Ernst Würthwein
Ernst Würthwein (* 20. September 1909 in Tübingen; † 7. Februar 1996 in Marburg) war ein deutscher evangelischer Theologe, der von 1954 bis 1977 Professor für Altes Testament an der Philipps-Universität Marburg war.

## Leben
Würthwein wurde in Tübingen geboren und wuchs in Seckenheim bei Mannheim auf. Er studierte evangelische Theologie in Heidelberg. 1936 wurde er zum Thema Der amm ha'arez im Alten Testament promoviert. 1946 wurde er Privatdozent an der Universität Tübingen, ab 1948 außerplanmäßiger Professor. 1954 wurde er Direktor des Alttestamentlichen Seminars an der Universität Marburg, 1956–1957 Dekan der Theologischen Fakultät. 1958–1959 war er Rektor der Universität und 1959–1960 Prorektor. 1963–1964 war er kommissarischer Ephorus der Hessischen Stipendiatenanstalt in Marburg. 1977 wurde Würthwein emeritiert.
Er war verheiratet mit Elisabeth Würthwein, geb. Fechtig. Aus der Ehe stammen zwei Söhne, darunter der Chemieprofessor Ernst-Ulrich Würthwein, und eine Tochter.

## Wirken
Würthwein arbeitete vor allem zu Fragen der Textgeschichte des Alten Testaments und hat Methoden zur Textkritik entwickelt. Aufgrund seiner Forschungen bescheinigte er dem Masoretischen Text eine hohe Glaubwürdigkeit. Sofern dieser mit andern Textzeugen den gleichen Textlaut aufweise und eine verständliche Lesart sei, solle er bevorzugt werden. Nur wo es aus sprachlichen und kontextuellen Gründen unmöglich sei ihn zu wählen, soll ein anderer Textzeuge bevorzugt werden. Zudem sei auch die Psychologie des damaligen Schreibers zu berücksichtigen, um keine unbesonnenen und rücksichtslose Textverbesserungen vorzunehmen, sondern möglichst objektiv und wissenschaftlich vorzugehen.
Würthwein ist Autor und Mitautor zahlreicher Bücher zum Alten Testament.
Zu seinen bekanntesten Schülern gehören Antonius H. Gunneweg (1922–1990), Professor für Altes Testament in Bonn, und Otto Kaiser (1924–2017), Professor für Altes Testament in Marburg.

## Publikationen
- Der amm ha'arez im Alten Testament (= Beiträge zur Wissenschaft vom Alten und Neuen Testament. Folge 4, H. 17 – der ganzen Sammlung Heft 69). Kohlhammer, Stuttgart 1936, DNB 579564169 (Dissertation Universität Heidelberg, Theologische Fakultät, 1936, 71 Seiten); Neuauflage: (= Beiträge zur Wissenschaft vom Alten und Neuen Testament, Heft 69 = Folge 4, Heft 17). Kohlhammer, Stuttgart 2010, ISBN 978-3-17-021319-7.
- mit Otto Kaiser: Tradition und Situation. Studien zur alttestamentlichen Prophetie. Artur Weiser zum 70. Geburtstag am 18.11.1963 dargebracht von Kollegen, Freunden und Schülern. Vandenhoeck & Ruprecht, Göttingen 1963.
- mit Kurt Galling und Otto Plöger: Die Fünf Megilloth (= Handbuch zum Alten Testament; 1/18). Mohr & Siebeck, Tübingen, 2. Auflage, 1969, DNB 456901906.
- Wort und Existenz. Studien zum Alten Testament. Vandenhoeck & Ruprecht, Göttingen 1970
- Die Bücher der Könige: 1. Könige 1–16 (= Das Alte Testament Deutsch (ATD); 11/1). Vandenhoeck & Ruprecht, Göttinge, 2. Auflage, 1985, ISBN 3-525-51148-5.
- Der Text des Alten Testaments. Eine Einführung in die Biblia Hebraica. Württembergische Bibelanstalt, Stuttgart 1973 und Deutsche Bibelgesellschaft, Stuttgart 1988. ISBN 978-3-438-06003-7 (mehrere Auflagen)
- Die Erzählung von der Thronfolge Davids, theologische oder politische Geschichtsschreibung? (= Theologische Studien, Band 115). Theologischer Verlag Zürich, Zürich 1974, ISBN 3-290-17115-9.
- Die Bücher der Könige: 1. Kön. 17 – 2. Kön. 25 (= Das Alte Testament Deutsch; 11/2). Vandenhoeck & Ruprecht, Göttingen, 2. Auflage, 1984, ISBN 3-525-51152-3.
- Studien zum Deuteronomistischen Geschichtswerk (= Beihefte zur Zeitschrift für die alttestamentliche Wissenschaft; 227). De Gruyter, 1994; Reprint 2011. ISBN 978-3-110-14269-3.